# Петриково (Днепропетровская область)
Петриково (укр. Петрикове) — село,
Чаплинский поселковый совет,
Васильковский район,
Днепропетровская область,
Украина.
Код КОАТУУ — 1220755703. Население по переписи 2001 года составляло 106 человек.

## Географическое положение
Село Петриково находится на расстоянии в 0,5 км от села Ровное и в 2,5 км от пгт Чаплино.
По селу протекает пересыхающий ручей с запрудой.
Рядом проходит автомобильная дорога Т-0406.